# راسيل جونز (مغن راب)
راسيل جونز (بالإنجليزية: Ol' Dirty Bastard)‏ (و. 1968 – 2004 م) هو مغنّ راب أمريكي، وكان عضوًا في فرقة وو تانج كلان (1992–2004)، توفي في مانهاتن، عن عمر ناهز 36 عاماً، بسبب جرعة زائدة.

## وصلات خارجية
- راسيل جونز على موقع IMDb (الإنجليزية)
- راسيل جونز على موقع ميوزك برينز (الإنجليزية)
- راسيل جونز على موقع رولينغ ستون (الإنجليزية)
- راسيل جونز على موقع إن إن دي بي (الإنجليزية)
- راسيل جونز على موقع أول ميوزيك (الإنجليزية)
- راسيل جونز على موقع أول ميوزيك (الإنجليزية)
- راسيل جونز على موقع ديسكوغز (الإنجليزية)
- راسيل جونز على موقع ديسكوغز (الإنجليزية)
- راسيل جونز على موقع قاعدة بيانات الفيلم (الإنجليزية)

- راسيل جونز في قاعدة بيانات الأفلام على الإنترنت